# Успение Богородично (Крушево)
Вижте пояснителната страница за други значения на Успение Богородично.
„Успение Богородично“ (на македонска литературна норма: „Успение Богородично“) е църква в град Крушево, част от Крушевско-Демирхисарска епархия на Македонската православна църква – Охридска архиепископия.

## История
Построена е през 1867 година и е официално открита през 1868 година, когато е учредена и Крушевската българска църковна община. До Балканските войни е главна църква на Българската екзархия в града. По време на Илинденско-Преображенското въстание от 1903 година църквата е частично унищожена при бомбардировките на турската артилерия по града, след което е възстановена.
Църквата е еднокорабна, градена с обработен камък. Покривът е двускатен, а в средата се издига висок осмостранен барабан. Вътрешността на църквата е разделена на три кораба с помощта на колони, по три на северната и южната страна. Църквата има прекрасна живопис. Над западната врата в 1870 г. Стойче Станков изписва сцената „Успение“ и оставя възспоменателен надпис.
Във вътрешността на църквата доминира голям монументален иконостас, изработен и изписан през 1868 година от крушевските майстори Николай Михайлов, Анастас Зограф и Стоян Станков Рензов. На иконата на Свето Преображение Коста Анастасов“ се е подписал „χιρ Κοσταδιν ιοσ του Άναστασι 1868“. На иконата на Свети Илия е оставил надпис: „Сіѧ стаѧ икона пророка Иліа приложиѧ еснафъ кюркъцискыи, на новиїо храмъ Успеніе Богородицы въ Мало миѧчкѡ, приложи ѧ за душевно егѡ спасеніе въ вѣчно споминаніе и срукю Атанасъ съ сынови егѡ ѿ Крушево 1868 иуніѧ 19.“ Надписът на „Събор Апостолски“ е: „Сіѧ стаѧ икона дванадѣсетъ апостолы приложиа еснафъ дулћерскы масторы міѧцы проложиа въ храмъ престыѧ Богородицы за душевно егѡ спасеніе ивоъ вѣчнѡ споменаніе исруки Анастасови иконописателъ м. іуниѧ 20 1870.“ В женската църква е иконата на Въведение Богородично, която е надписана „Исъ рукі Анастасови 3: 1868.“